# جيمس دبليو. برايس
جيمس دبليو. برايس (بالإنجليزية: James W. Bryce)‏ هو عالم حاسوب أمريكي، ولد في 5 سبتمبر 1880 في نيويورك في الولايات المتحدة، وتوفي في 1949.